# Mine de Rydułtowy-Anna
La mine de Rydułtowy-Anna est une mine souterraine de charbon située en Pologne. En 2013, la mine est encore en activité.